# Зоран Стефановић
Зоран Стефановић (Лозница, 21. новембар 1969) српски је писац, издавач, истраживач и међународни културни активиста. Дебитовао у позоришту и филму 1987. Дипломирао је драматургију и сценарио 1994. на Факултету драмских уметности (Универзитет уметности у Београду). Живи у Београду.
Председник је Међународне културне мреже "Пројекат Растко". Председник је Удружења драмских писаца Србије (2022).

## Уметнички рад
Велики део његовог уметничког опуса спада у фантастику - у позоришту („Словенски Орфеј“, „Скаска о космичком јајету“), стриповима („Трећи аргумент“, на основу прича Милорада Павића, „Под вучјим жигом“), прози (роман Веригаши) и на филму и телевизији („Уске стазе“).
Други део опуса је документарне природе, попут ТВ-серијала „Јанусово лице историје“ или филмова „Животи Косте Хакмана“ и „Музика тишине“.
Његове позоришне драме, проза и графички романи су преведени на македонски, румунски, словеначки, енглески, француски и пољски.

## Културни рад
Био је главни оснивач неколико међународних културних мрежа и издавачких пројеката: Пројекат Растко (мрежа дигиталних библиотека), „Дистрибуирани коректори Европа“ (међународна дигитализација културне баштине), Пројекат Гутенберг Европа (Бета верзија, јавне дигиталне библиотеке), и сличних заједница и подухвата у области издаваштва, дигитализације, лексикографије и поп-културе.
Не ограничавајући се на Интернет, био је активан у бројним културним, научним и издавачким пројектима у Евроазији од 1993, посебно у земљама бивше Југославије, Румуније, Бугарске, Грчке, Украјине, Русије, Пољске, укључујући и подухвате очувања мањинских и племенских култура Евроазије или иницијативу за „Балканску културну мрежу“ (заједно са грчким културним активистом и музичким продуцентом Никосом Валканосом и другим колегама).
Његови друштвени ставови укључују и снажно заступање филозофије „отворених извора“ и слободног знања, као „цивилизацијских темеља сваког људског друштва“. Активно подржава неколико регионалних Википедија, нарочито у Источној Европи, још од њиховог оснивања.

## Награде и признања
Као писац, драматург и сценариста, био је национално и међународно награђиван и номинован петнаестак пута, укључујући и номинације за награде “Prix Europa” у Берлину и “Prix Italia” у Риму.
За свој културно-издавачки рад је национално и међународно признат двадесетак пута, укључујући и номинацију за „United Nations World Summit Award“, три пута годишњу награду Друштва за информатику Србије и десет YU Web Top 50 признања (SR Web Top 50).

## Изабрана библиографија
Позоришни и радио комади
- Острвска прича, 1987.
- Викенд са Маријом Броз, 1990.
- Словенски Орфеј, 1992.
- Скаска о космичком јајету, 1992.
- Тачка сусрета, 1992.
- Снег није бео, 2009.
- Валцер за Олгу, 2018.[2]

Књиге драма
- Словенски Орфеј и друге драме, „Знак Сагите“, Београд, 1995.

Романи
- Веригаши. Роман о Нашима, „Еверест медиа“, Београд, 2012.

Стрипови
- Трећи аргумент са Милорадом Павићем и цртачем Зораном Туцићем
  - албуми, српски и енглески, „Бата“ и „Орбис“, Београд, и „Свети Сава“, Лимасол, 1995;
  - на енглеском Хеви Метал Магазин, Њујорк, 1998/1999/2000.
- Под вучјим жигом, цртач Антоан Симић
  - Стрипманиа, магазин, Београд, 1996.
- Кнез Липен, цртач Синиша Бановић
  - Парабелум, магазин, Сарајево, 2012.

Историја и естетика стрипа
- Стрипови које смо волели: избор стрипова и стваралаца са простора бивше Југославије у XX веку, критички лексикон, коауторски са Живојином Тамбурићем, Здравком Зупаном и Полом Граветом, Омнибус, Београд, 2011. (српски и енглески)

## Изабрана филмографија
Сценариста
- Поздрави све који питају за мене, документарни, 1987. (сарадник Зорану Ђорђевићу на сценарију)
- Ars longa, vita brevis, кратки играни, 1991.
- Словенски Орфеј, адаптација представе, 1992.
- Јанусово лице историје 1-3, документарна серија, 1993. Косценариста Срђан В. Стојанчев
- Уске стазе, кратки играни, 1995.
- Животи Косте Хакмана, документарни, 2005.
- Музика тишине, документарни, 2011.
- Звона Саве Лозанића, документарни, 2017.

Продуцент
- Мој мртви град, документарни, 2000
- Животи Косте Хакмана, документарни, 2005
- Музика тишине, документарни, 2011.

Кастинг
- Ларго Винч, 2008.

## Референт
1. ↑  Стојановић, Милица. “Изабрана управа Удружења драмских писаца Србије, нови председник је Зоран Стефановић” Архивирано на веб-сајту  (5. фебруар 2023), Drama.org.rs, 2023
2. ↑  Руско позориште у Београду: „Валцер за Олгу – Представљање драме о кнегињи Олги Романовој, несуђеној царици“, Пројекат Растко — Русија, 28. децембар 2018.